# Mirekia planiventris
Mirekia planiventris är en stekelart som beskrevs av Boucek 1988. Mirekia planiventris ingår i släktet Mirekia och familjen puppglanssteklar. Inga underarter finns listade i Catalogue of Life.